# Var är min väns hus?
Var är min väns hus? (persiska: خانه دوست کجاست, Khane-ye doust kodjast?) är en iransk dramafilm från 1987, skriven och regisserad av Abbas Kiarostami. Filmens titel är ett citat från en dikt av den iranske poeten Sohrab Sepehri.
Filmen ingår i Brittiska filminstitutets lista 50 filmer du bör se innan du fyller 14 år. Var är min väns hus? vann bronsleoparden vid Internationella filmfestivalen i Locarno 1989.

## Handling
Skoleleven Ahmad ser sin lärare skälla ut en annan elev, Mohammad Reza, för att han upprepade gånger misslyckats med att göra färdigt sina läxor. Reza hotas med relegering från skolan om han fortsätter misslyckas. När Ahmad kommer hem inser han att han råkat ta med sig Rezas anteckningsbok. Hans mamma vägrar låta honom gå hemifrån, men Ahmad väljer att försöka hitta Rezas hem ändå. Längs vägen försöker han få hjälp av ett antal vuxna, men de flesta ignorerar honom eller kan inte svara på hans frågor. När kvällen faller har han fortfarande inte lyckats hitta sin väns hus. Ahmad väljer därför att återvända hem, där han gör läxorna åt både sig själv och sin vän.

## Medverkande
| Babak Ahmadpour    | – Ahmad         |
| Ahmad Ahmadpour    | – Mohammad Reza |
| Kheda Barech Defai | – läraren       |
| Iran Outari        | – modern        |
| Ait Ansari         | – fadern        |
| Biman Mouafi       | – Ali           |